# Pirelli Stadium
Pirelli Stadium – stadion piłkarski położony w Burton upon Trent, w Wielkiej Brytanii. Został oddany do użytku w 2005 roku. Na tym obiekcie swoje mecze rozgrywa zespół Burton Albion F.C. Jego pojemność wynosi 6912 miejsc, z czego 2034 stanowią miejsca siedzące.